# Катеринівка (Павлоградський район)
Катери́нівка — село в Україні, у Юр'ївській селищній громаді Павлоградського району Дніпропетровської області. Населення за переписом 2001 року становить 9 осіб. До 2017 орган місцевого самоврядування — Жемчужненська сільська рада.

## Географія
Село Катеринівка знаходиться на лівому березі річки Мала Тернівка, вище за течією на відстані 1,5 км розташоване село Варламівка, нижче за течією примикає село Жемчужне, на протилежному березі — село Кіндратівка. Через село проходить автомобільна дорога Т 2107.

## Історія
Під час організованого радянською владою Голодомору 1932—1933 років померло щонайменше 27 жителів села.
12 червня 2020 року, відповідно до розпорядження Кабінету Міністрів України № 709-р «Про визначення адміністративних центрів та затвердження територій територіальних громад Дніпропетровської області», увійшло до складу Юр'ївської селищної громади.
19 липня 2020 року, в результаті адміністративно-територіальної реформи та ліквідації Юр'ївського району, село увійшло до складу Павлоградського району.

## Населення

### Мова
Розподіл населення за рідною мовою за даними :
| Мова       | Кількість | Відсоток |
| ---------- | --------- | -------- |
| українська | 7         | 77.78%   |
| російська  | 2         | 22.22%   |
| Усього     | 9         | 100%     |

## Інтернет-посилання
- Погода в селі Катеринівка [Архівовано 7 червня 2016 у Wayback Machine.]